# Sydéros
Syderos était une ville de l'ancien Pont, habitée à l'époque romaine et byzantine.
Son site est situé près de Yuvaköy, Almus (tr) en Turquie asiatique.